# 启唐城
启东启唐城又稱启唐城·沉浸乐园、启唐城沉浸乐园，是位於中國江蘇啟東的一個仿照唐朝城鎮風格建造的遊樂園，分為平康坊、皇城、东市、西市和永宁坊五個区域。启唐城由长甲集团投資建造。

## 歷史
2023年4月29日，启唐城·沉浸乐园开园。2023年11月，启唐城獲評国家3A级旅游景区。